# Bimbo Coles
Bimbo Coles, född 22 april 1968 i Covington, Virginia, är en amerikansk idrottare som tog OS-brons i basket 1988 i Seoul. Detta var USA:s första brons i herrbasket i olympiska sommarspelen, och tredje gången genom alla tider som USA inte tog guld.